# Măgura (gmina w okręgu Buzău)
Măgura – gmina w Rumunii, w okręgu Buzău. Obejmuje miejscowości Ciuta i Măgura. W 2011 roku liczyła 2241 mieszkańców.